# Lysozym

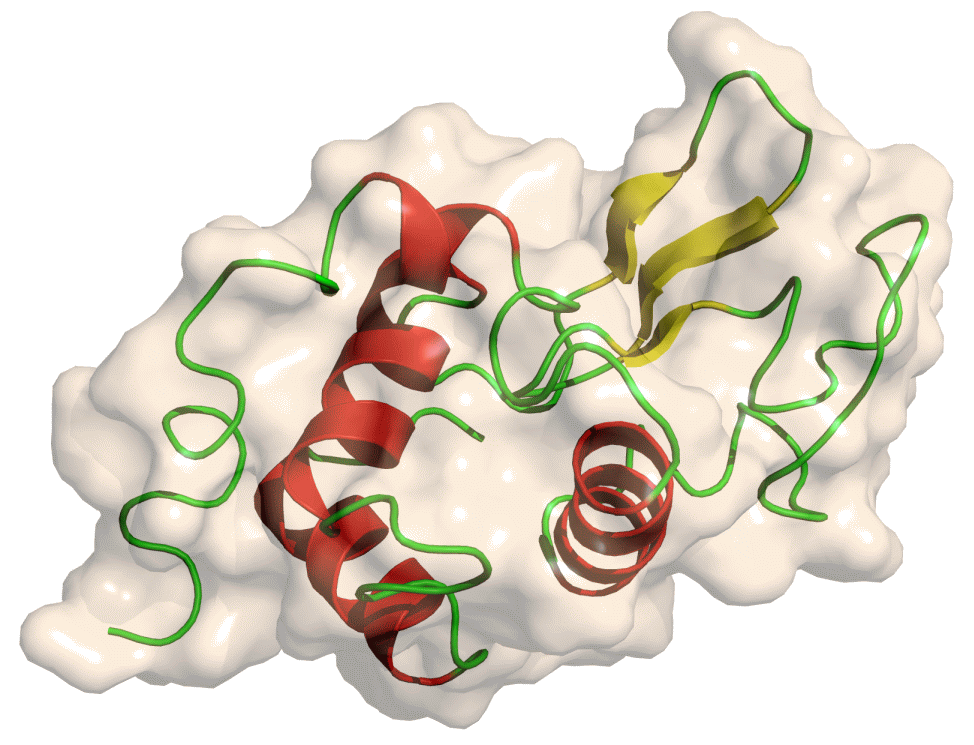
3D-struktur av lysozym från höns.

Lysozym är en familj av enzymer som bland annat finns i äggvita, tårar och saliv. I kombination med EDTA används enzymet vid plasmidburen genöverföring. Lysozym är mest känt för sin förmåga att sönderdela cellväggar hos exempelvis bakterier.

## Användningsområden
Lysozym kan användas som konserveringsmedel och har då E-nummer E 1105.
Lysozym kan även användas inom genteknik, då den används bland annat vid proteinrening. Den fungerar där med att labilisera cellmembranet genom att avlägsna en av dess sockermolekyler, och därefter fryses cellen ned vilket gör att vattnet expanderar och spränger cellväggen, lysis.